# Pleurocybella porrigens
 Pleurocybella porrigens (Christian Hendrik Persoon, 1796 ex Rolf Singer, 1947), sin. Pleurotus porrigens (Christian Hendrik Persoon, 1796 ex Paul Kummer, 1871), din încrengătura Basidiomycota, în familia Marasmiaceae și de genul Pleurocybella, este clasificată între timp una din cele mai otrăvitoare ciuperci cunoscute, numită în popor aripi de înger. Această specie saprofită care crește în grupuri cu multe exemplare prin păduri de conifere pe cioturi și bușteni în putrefacție, deseori și pe crăci căzute și apoi acoperite de pământ, dar de asemenea în afară de ele parazitând pe scoarța de conifere. Ea se poate găsi în România, Basarabia și Bucovina de Nord de la câmpie la munte, din (iulie) august până toamna târziu, chiar iarna, înainte de primul ger serios.

## Taxonomie

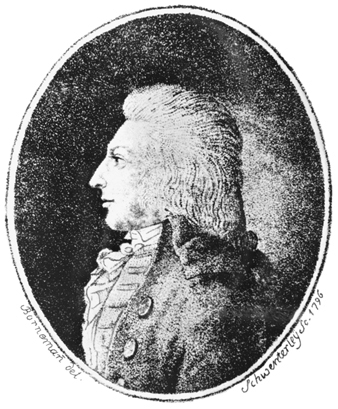
Christiaan Hendrik Persoon

Din cauza frumuseții dar și vizionar fatalității (contând pentru zilele de azi) acestei ciuperci, ea a căpătat multe denumiri care în majoritatea lor pot fi neglijate ca și ultima, Pleurotellus porrigens, a autorilor Robert Kühner și Henri Romagnesi (1953).
Protagonistul speciei a fost, în anul 1796, savantul suedez Christian Hendrik Persoon la care s-au referit toți succesorii. În volumul 1 al lucrării sale Observationes mycologicae i-a dat numele Agaricus porrigens. Apoi acesta a fost redenumit, între altele de micologul german Paul Kummer în cartea sa Der Führer in die Pilzkunde ca Pleurotus porrigens (1871) și de cel francez, Lucien Quélet în opera sa Enchiridion Fungorum in Europa Media et Praesertim in Gallia Vigentium  ca Calathinus porrigens (1886).
Numele actual (2016) este Pleurocybella porrigens, hotărât de micologul german Rolf Singer în descrierea lui din jurnalul Mycologia Helvetica din 1947.

## Descriere

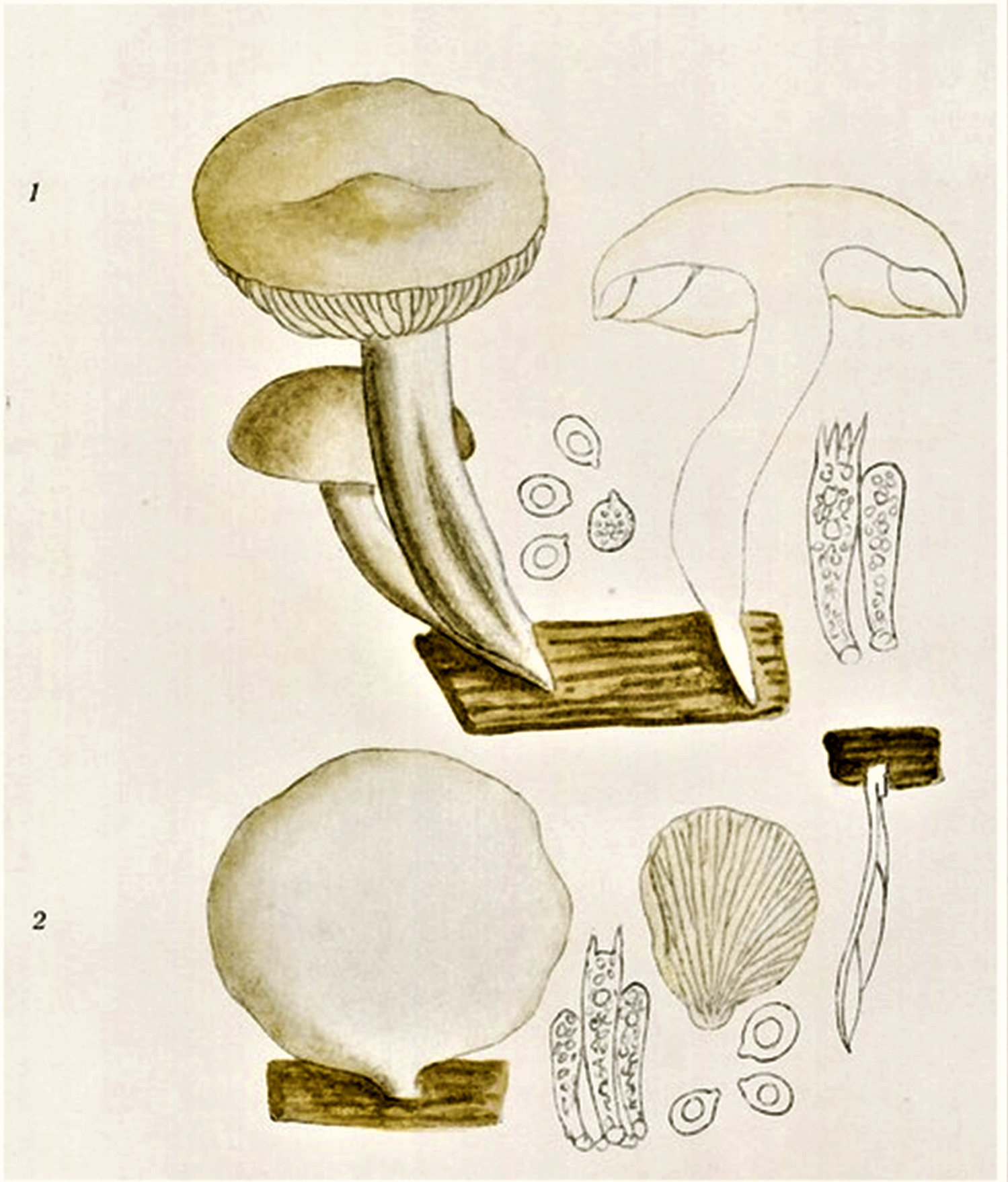
Bres.: 2. Pleurotus porrigens

- Pălăria: are un diametru de 3–10 (13) cm, este numai puțin cărnoasă, moale precum ușor elastică, prezentându-se în formă de ureche, scoică, limbă, respectiv petală, în tinerețe cu marginea răsfrântă în jos, pe măsura dezvoltări distorsionată, vălurită sau lobată și adâncită, fiind netedă și ascuțită. Corpurile fructifere sunt adesea imbricate. Cuticula este netedă, câteodată și ușor pâslită, negelatinoasă, albă ca zăpada sau fildeșul, la bătrânețe deseori albicios-gălbuie.
- Lamelele: sunt foarte dense și bifurcate precum tare decurente la picior, acoperidu-l aproape în permanență. Coloritul este alb, mai târziu cu tonuri gălbuie.

- Piciorul:  este foarte scurt și subțire, lărgit spre pălărie, fiind amenajat lateral de ea. Tija are aceeași culoare ca corpul fructifer.
- Carnea: este moale, destul de vâscoasă, elastică și subțire, fiind de culoare albă, cu gust și miros plăcut de ciuperci. Aproape niciodată este năpădită de viermi.
- Caracteristici microscopice: are spori rotunjori și netezi, hialini precum neamiloizi (nu se decolorează cu reactivi de iod), cu o mărime de 5-7 x 4,5-6,5 microni. Pulberea lor est albă. [3][4]
- Reacții chimice: nu sunt cunoscute.[9]

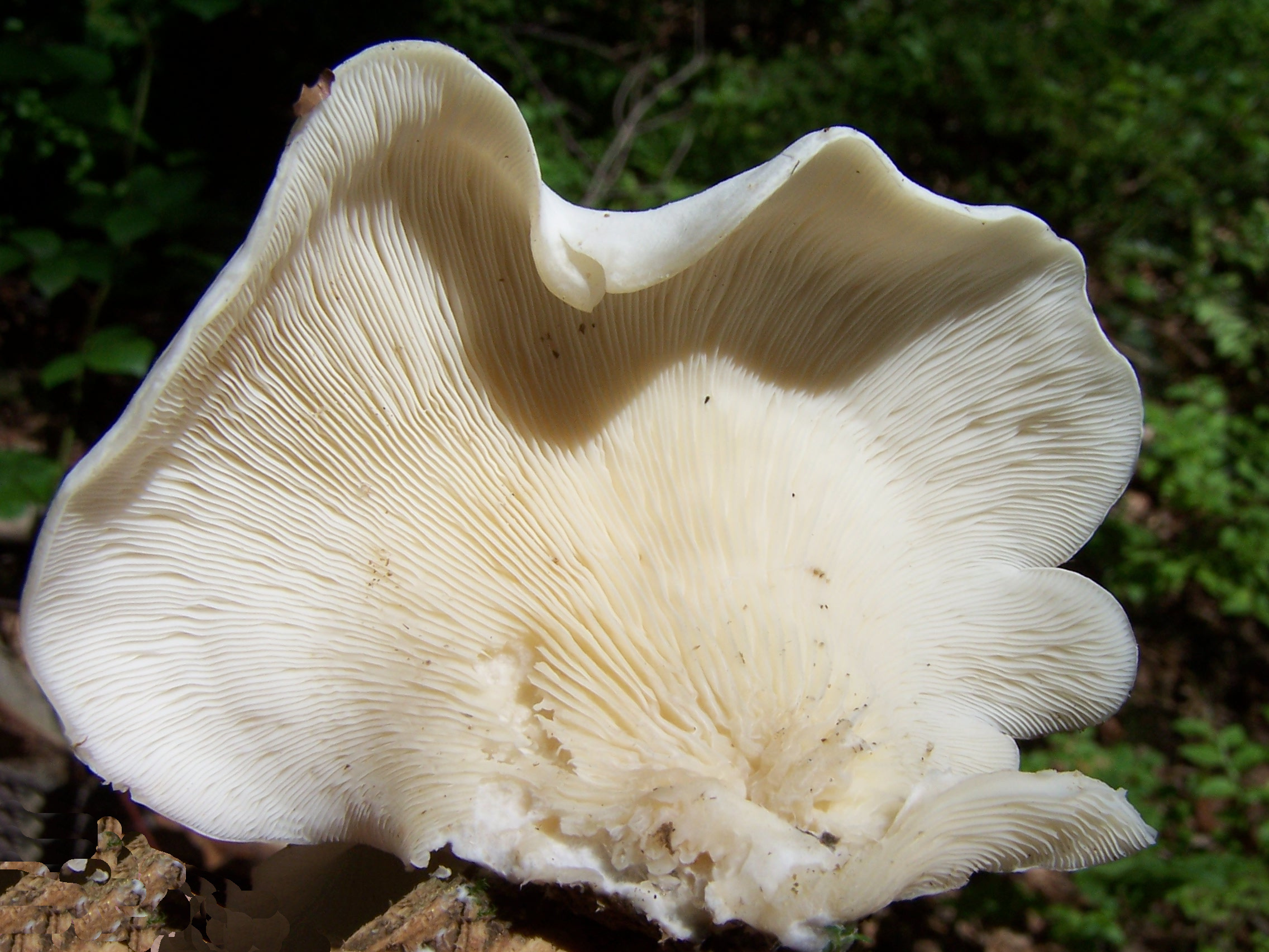
P. porrigens, lamele
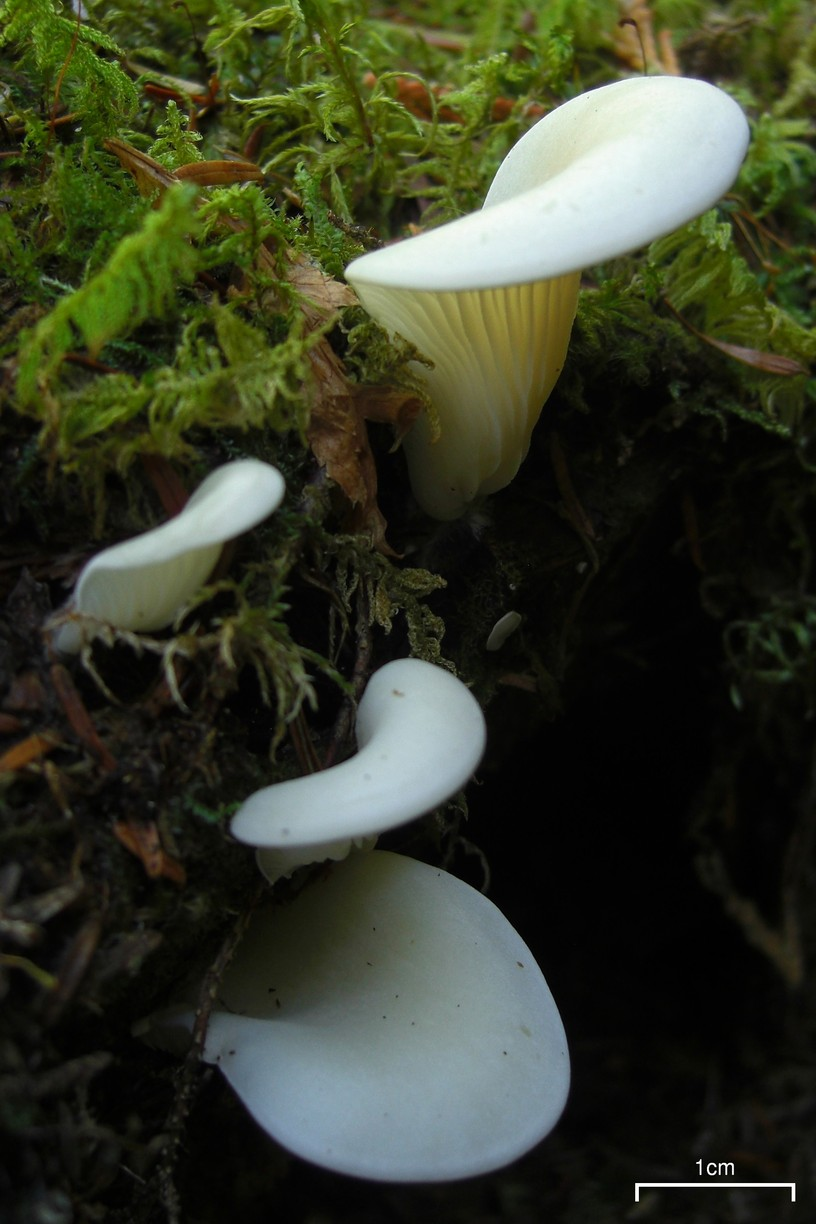
P. porrigens tineri
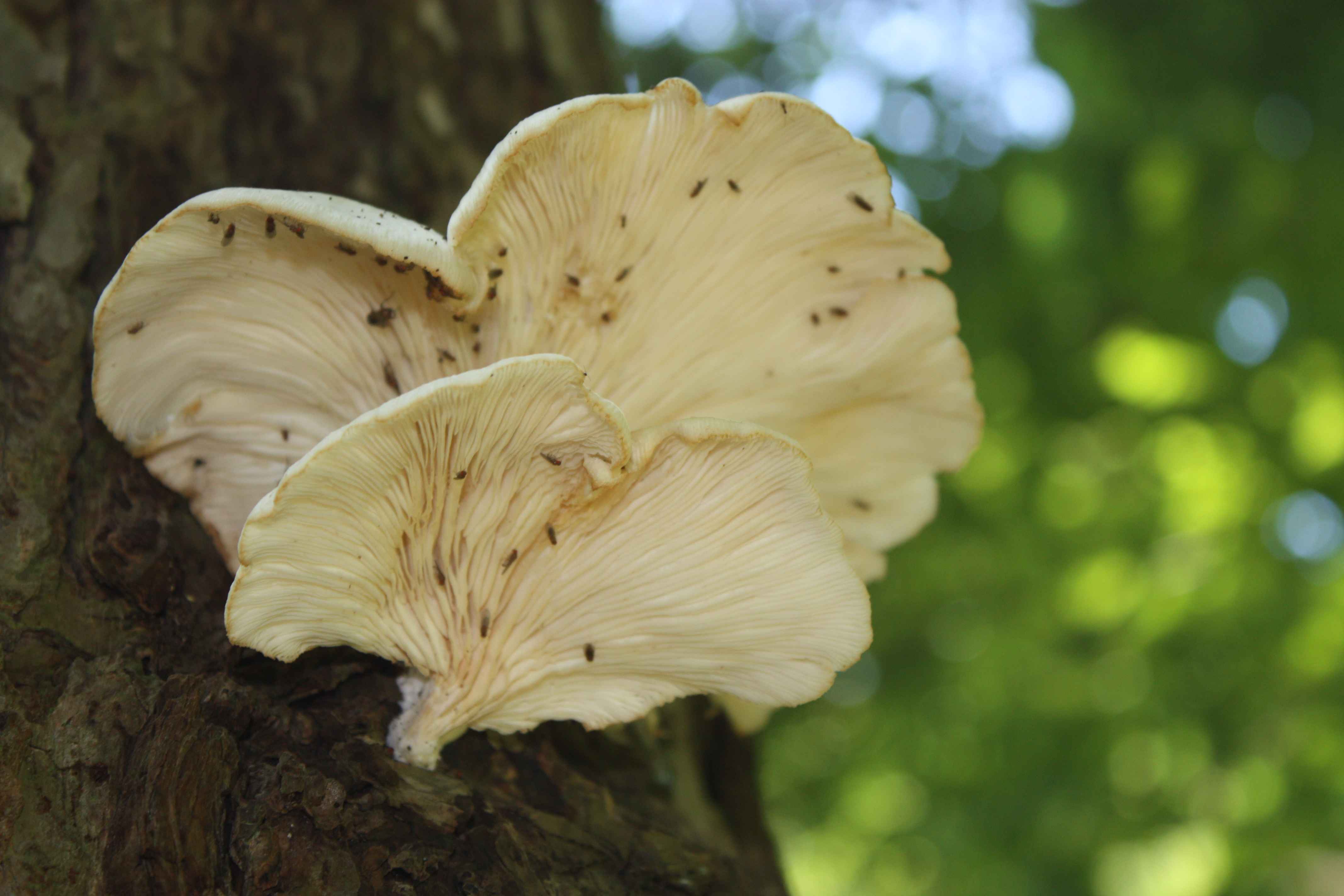
P. porrigens, bătrân
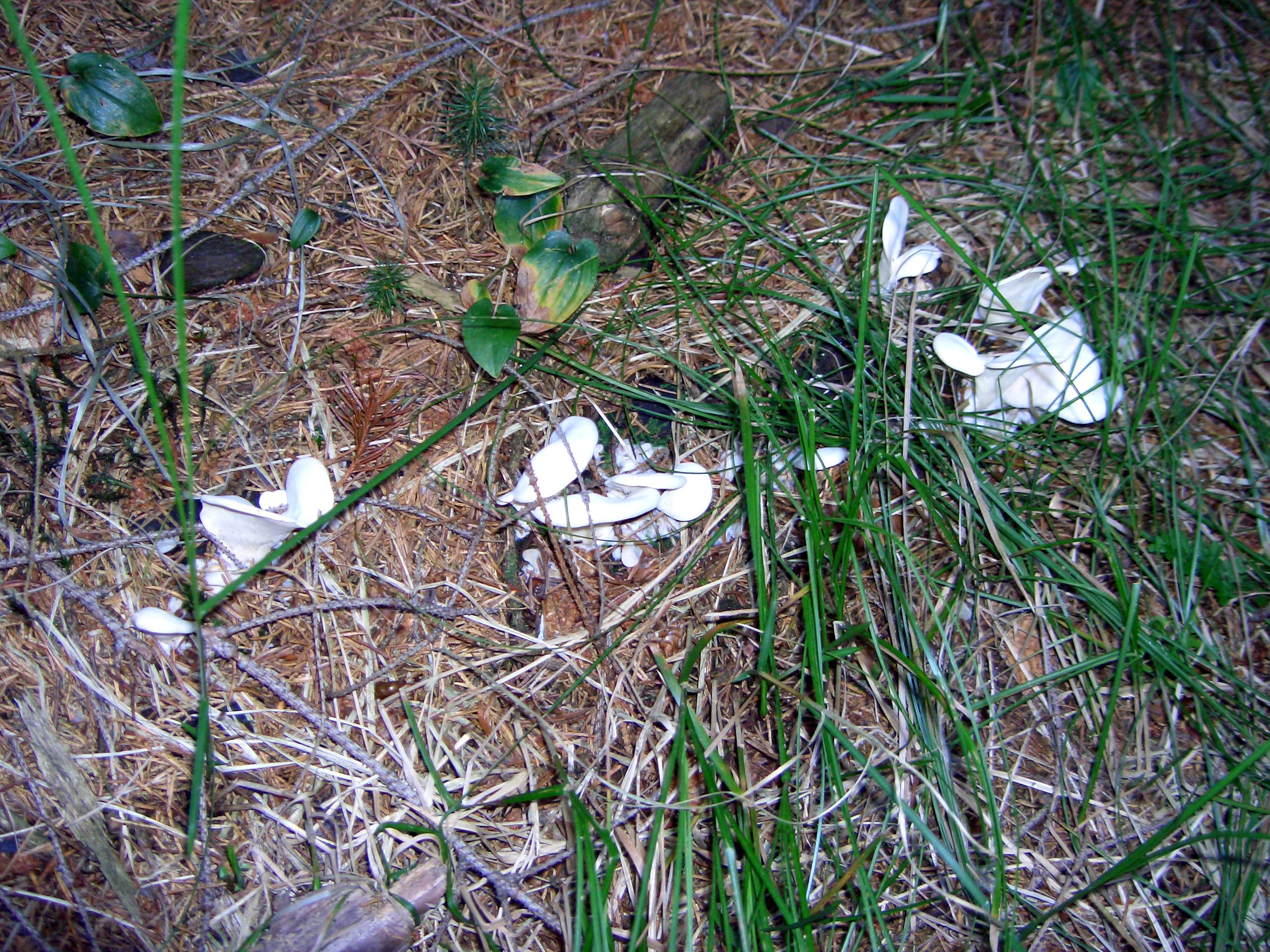
P. porrigens pe sol

## Toxicitate
Până nu demult Pleurocybella porrigens a fost considerată ciupercă comestibilă. Anul 2004 însă i-a schimbat acest statut: 59 de persoane din districte diferite ale Japoniei (ciuperca acolo numită Sugihiratake, care apăruse în număr mare după o ploaie îndelungată, fiind ulterior culeasă precum consumată foarte mult) s-au îmbolnăvit și au manifestat o encefalopatie acută la persoane cu probleme renale, iar dintre acestea, 17 persoane au decedat. Vârsta medie a celor decedați a fost de 70 de ani. Autopsiile au dezvăluit probleme cerbrale și renale la aceștia.
A fost primul caz de astfel de intoxicare (poate și din cauza incubației îndelungate, asemănătoare Cortinarius orellanus), după care a urmat iarăși o perioadă fără rapoarte, pentru ca în 2009 să se înregistreze în America un caz nou fatal în condiții similare, de astă dată un bărbat de 65 de ani.

### Simptome
Primele semne se manifestă prin tremurat, tulburări de vorbire, slăbiciune a extremităților și deranjament al activității motorie a ochilor. În primele 3-8 zile se instalează treptat leziuni renale precum tulburări de conștiință și crize, însoțite în totdeauna de febră mare. Creierul suferă leziuni în cortexul cerebral cu febră encefalică, hiperoxie și lichid cefalorahidian inflamat, urmat de comă,  moartea survenind după ziua a 10-a de la începerea convulsiilor.

### Toxine
Agentul toxic responsabil pentru aceste otrăviri nu a putut fi identificat până în 2010. Atunci a apărut un articol internațional în jurnalul Angewandte Chemie (International Edition). în care s-a susținut identificarea unui aminoacid rar și foarte instabil care a fost responsabil pentru intoxicațiile ce au cauzat decesele cu câțiva ani în urmă: Structurile de aminoacizi citotoxici izolați anterior din ciuperci motivaseră acest studiu, demonstrând existența unui aminoacid aziridin, numit Pleurocybellaziridine,  găsit în ele. Formele de esteri în pleurocybellaziridine sintetizat au fost utilizate pentru a confirma faptul că corpurile fructifere ale bureților conțin cantități mari ale acestei toxine. Mai mult, s-a arătat o toxicitate semnificativă față de șobolani. Nu există antidot cunoscut..
De asemenea, o altă posibilitate a fost sugerată pentru toxicitatea aparentă a ciupercii, anume posibilitatea, că nivelurile de cianură în ea ar putea fi suficient de mari pentru a fi toxice.

### Rezumat
S-ar putea, că toxicitatea este legată de strat, pe care aripile de înger cresc (asemănător de exemplu Amanita muscaria care în Alsacia ca în Tirolul de Sud este cojită și apoi conservată după preparare în ulei sau oțet, fiind in altă parte a lumii foarte otrăvitoare). Astăzi (2016), ciuperca este atribuită oficial ciupercilor cu caracter letal. Din păcate se găsesc mereu „cunoscători de bureți” care tăgăduiesc pericolul. Dar timpul de incubație de 13-18 zile de la consumarea ciupercii, este un motiv pentru identificarea ei foarte dificilă, și probabil din acest motiv s-a considerat a fi comestibilă până în 2004 (asemănător Cortinarius orellanus, a cărui caracter mortal a fost dovedit de abia în 1952, fiind apreciat până atunci ciupercă delicioasă). Poate joacă și cantitatea precum frecventarea consumului un rol decisiv. Cum ar și fi, în interesul sănătății dumneavoastră precum rolului culinar foarte scăzut al acestui burete din cauza vâscozității și elasticității sale (astfel renumitul micolog italian Bruno Cetto l-a descris in oposiție cu Linus Zeitlmayr necomestibil deja în 1980), renunțați la consum.

## Confuzii
Aripi de înger este, pricinuit formei sale extravagante și fiind negelatinos, destul de greu de confundat, de exemplu cu Cheimonophyllum sin. Pleurotus candidissimum (necomestibil), Crepidotus mollis (necomestibil), Panellus mitis (necomestibil) sau cu Pleurotus cornucopiae (comestibil), Pleurotus ostreatus var. florida (forma albă, foarte gustos), Pleurotus pulmonarius (comestibil), dar poate chiar și cu Cantharellus cibarius var. bicolor (foarte gustos), Cantharellus melanoxeros sin.Craterellus melanoxeros (foarte gustos), Cantharellus janthinoxanthus (foarte gustos), sau Rhodotus palmatus (necomestibil).

## Specii asemănătoare în imagini

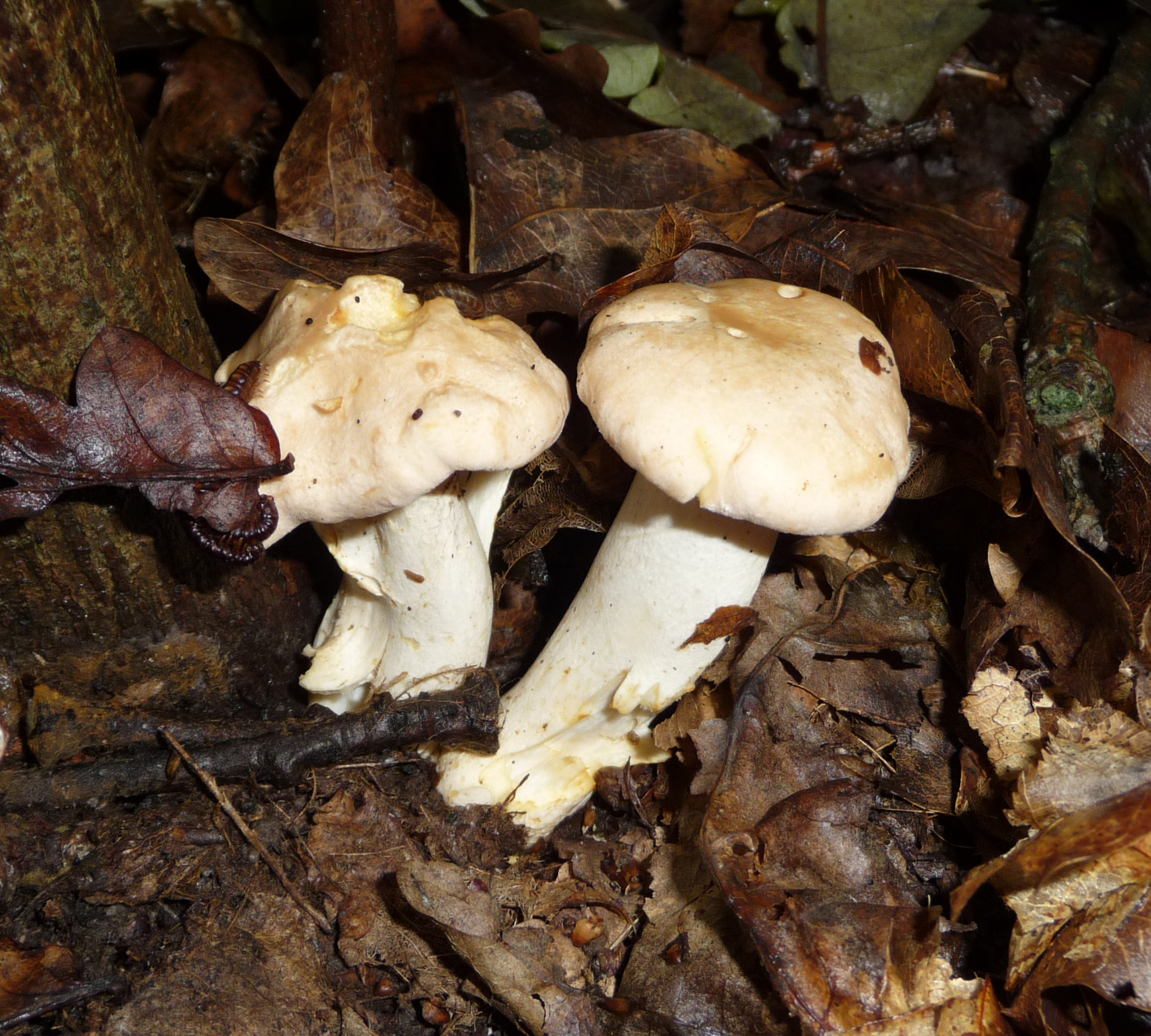
Cantharellus cibarius var. bicolor
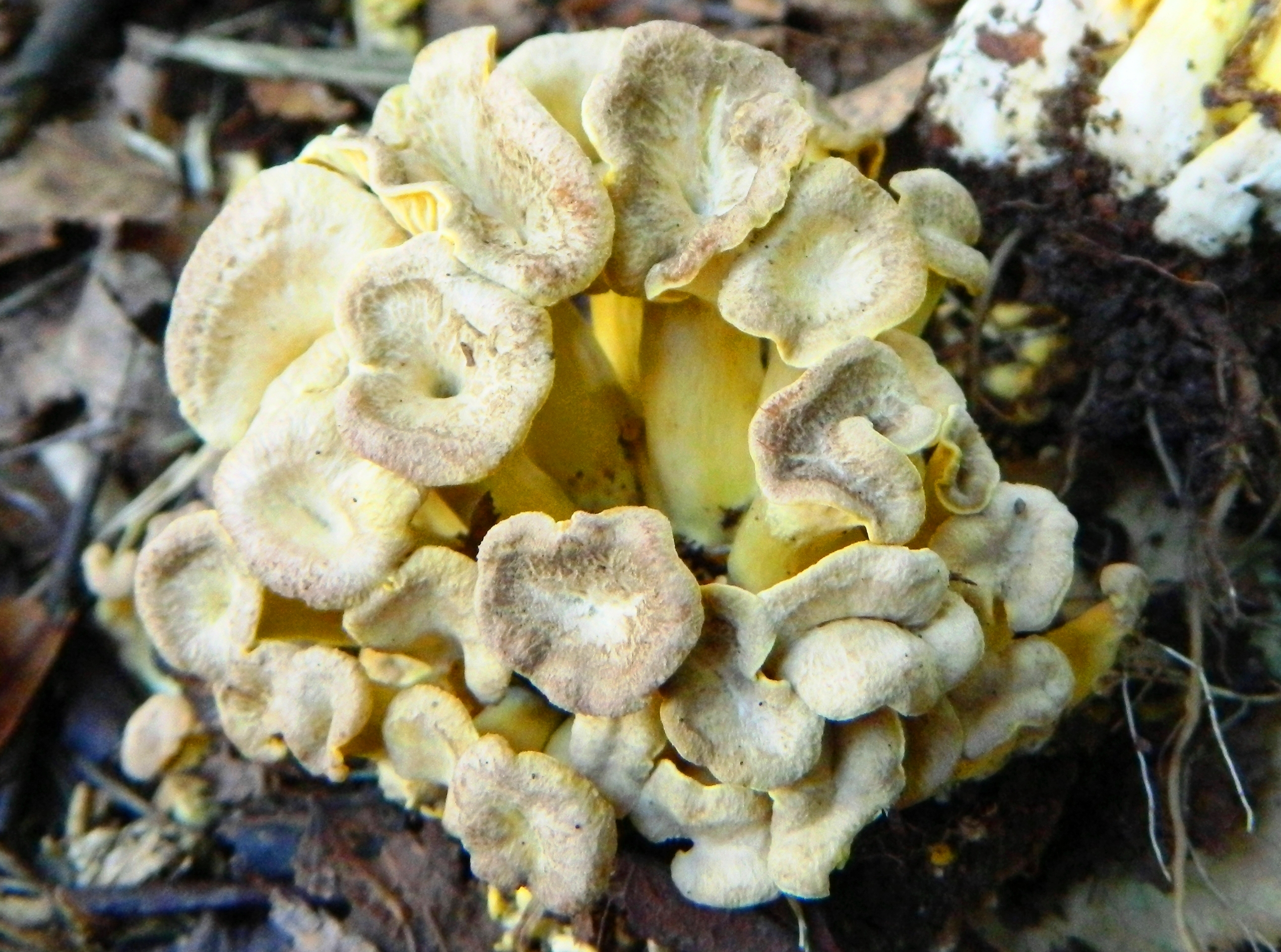
Craterellus melanoxeros sin. Cantharellus janthinoxanthus
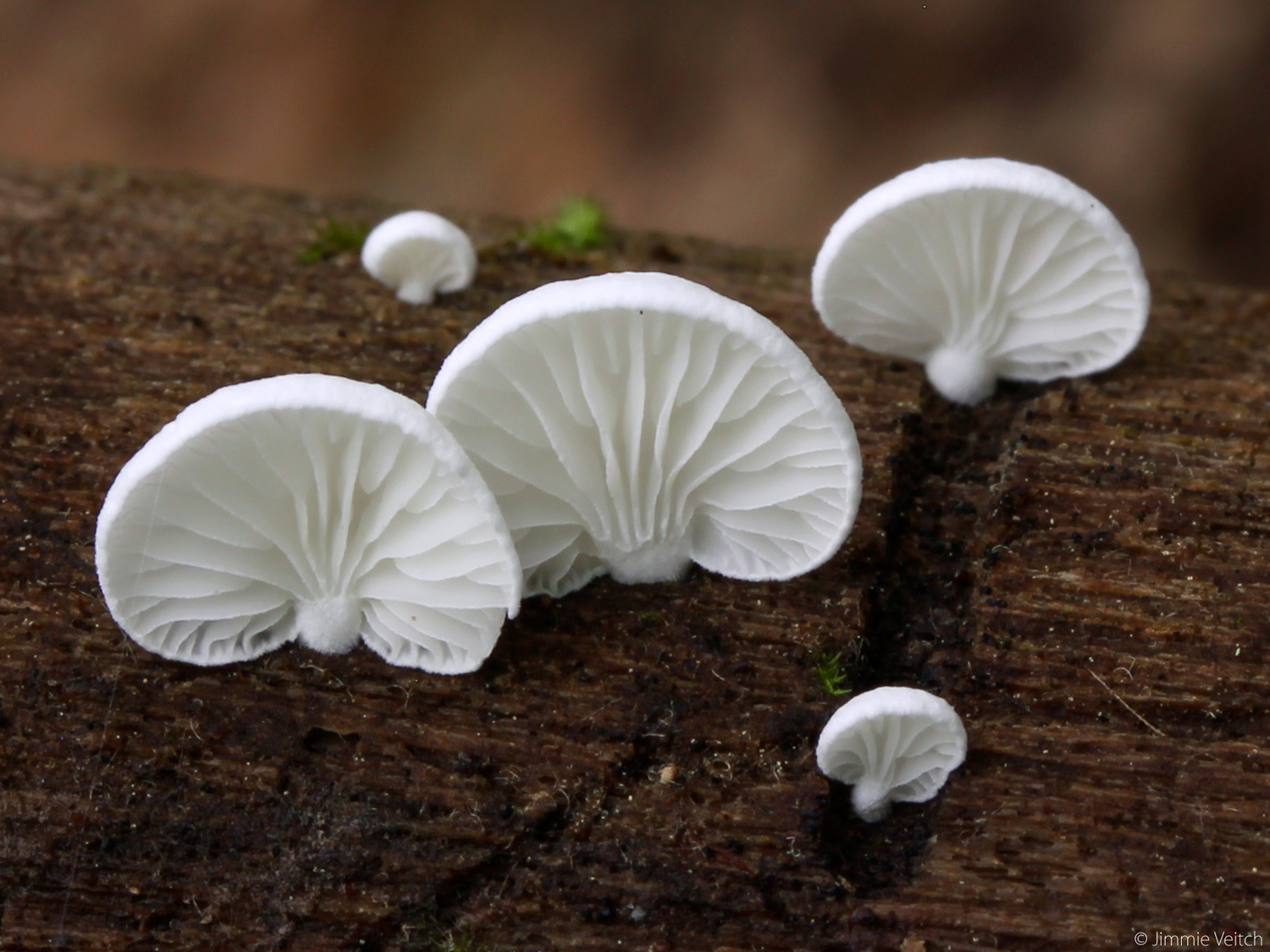
Cheimonophyllum sin. Pleurotus candidissimum
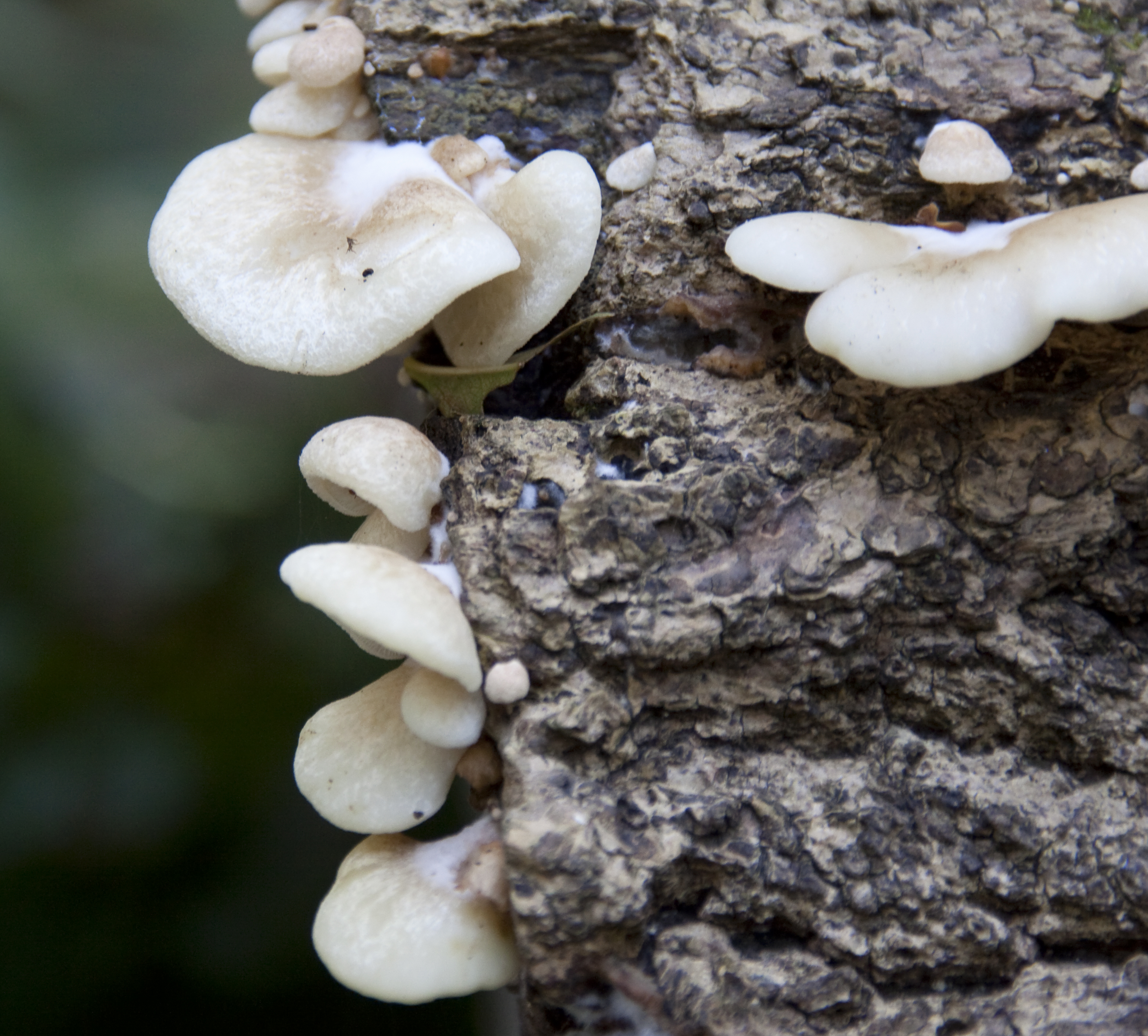
Crepidotus mollis
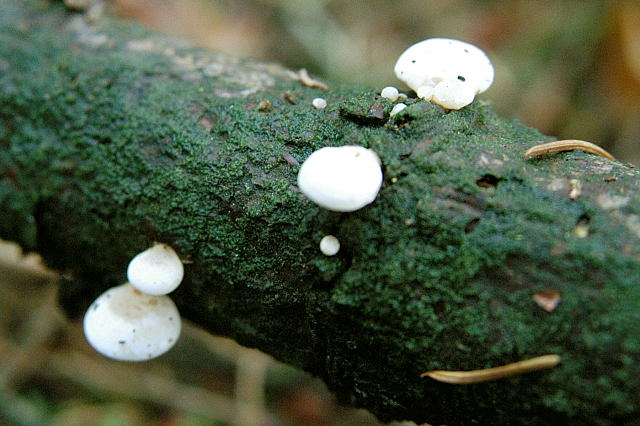
Panellus mitis
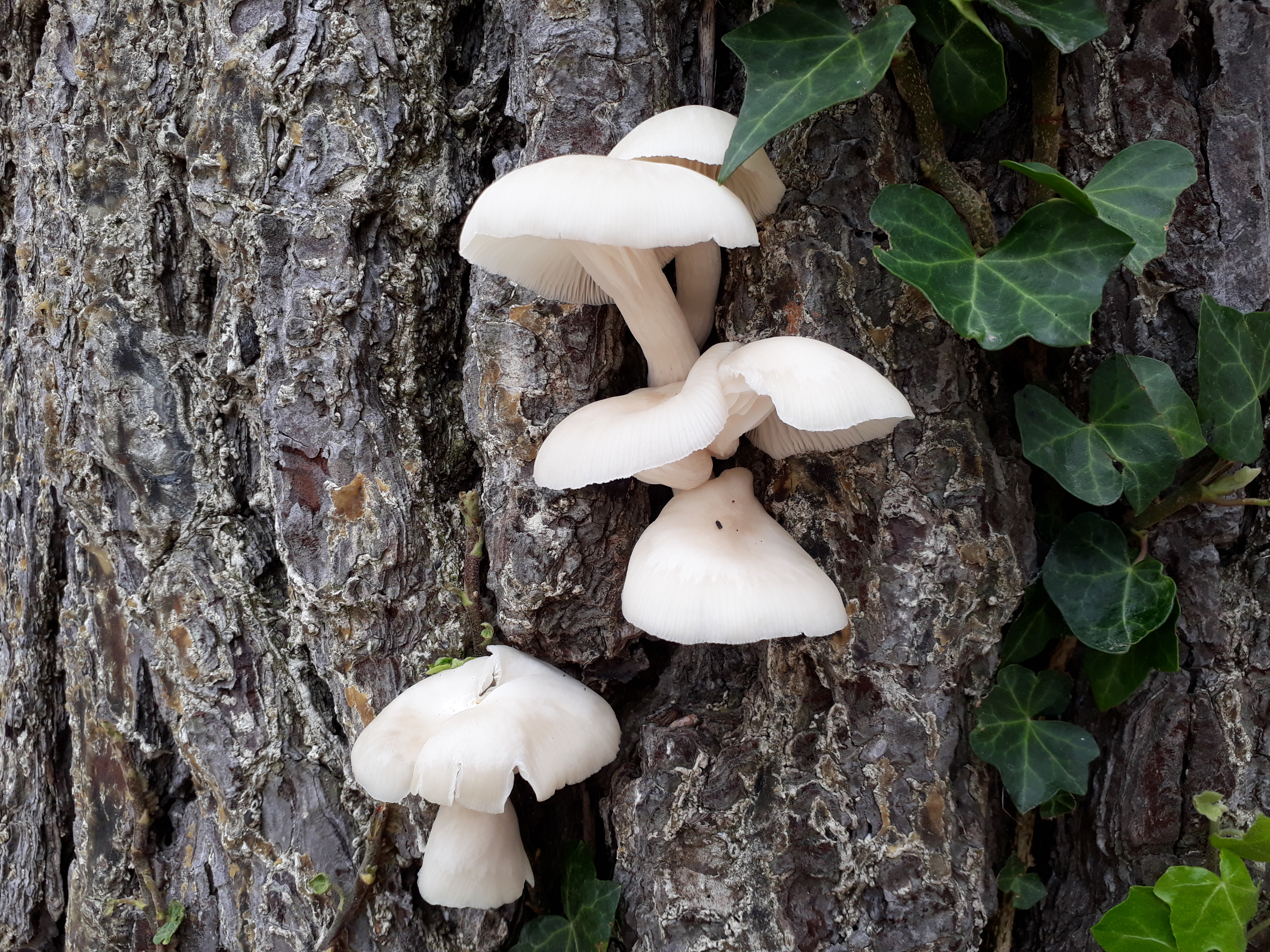
Pleurotus ostreatus var. florida
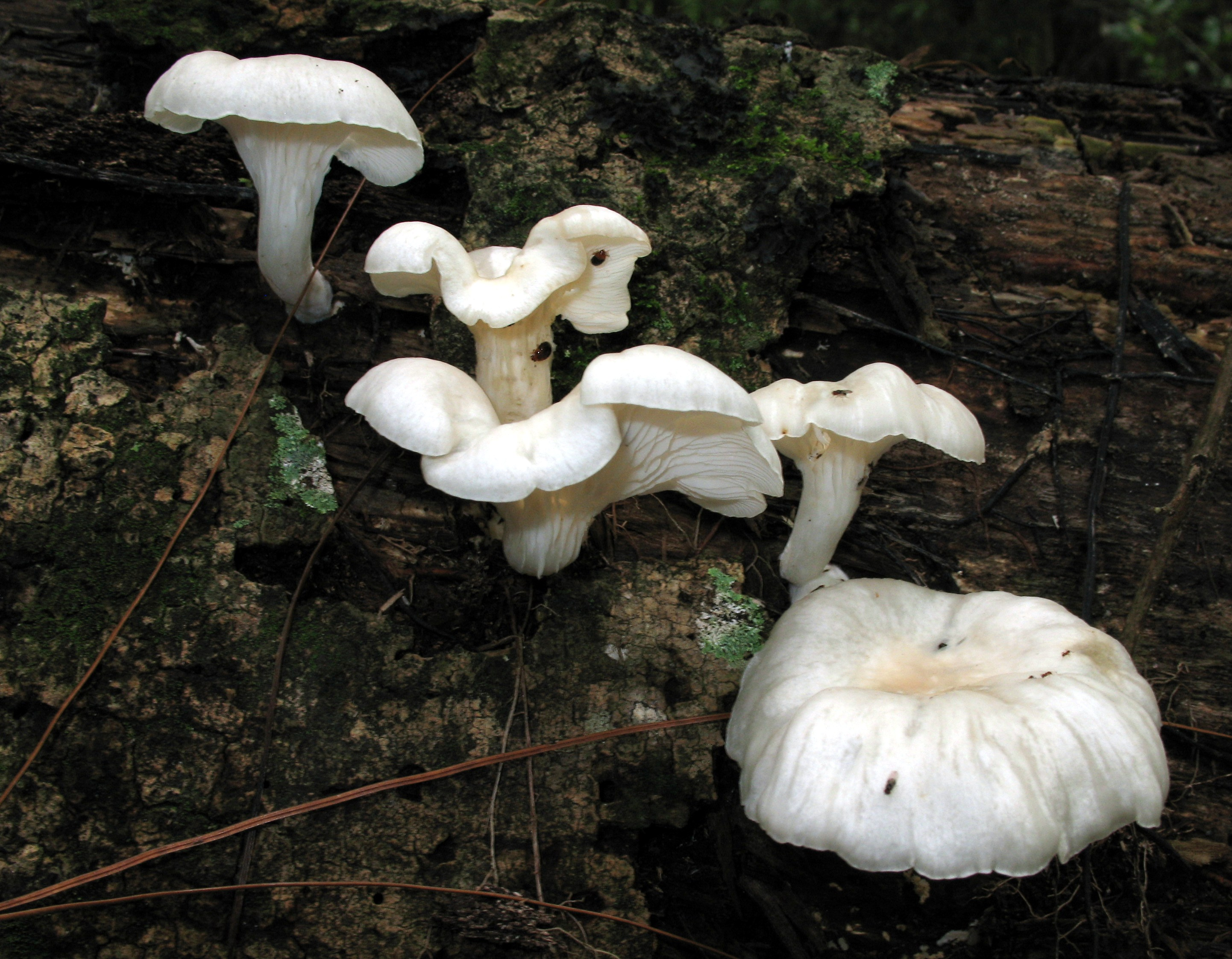
Pleurotus pulmonarius
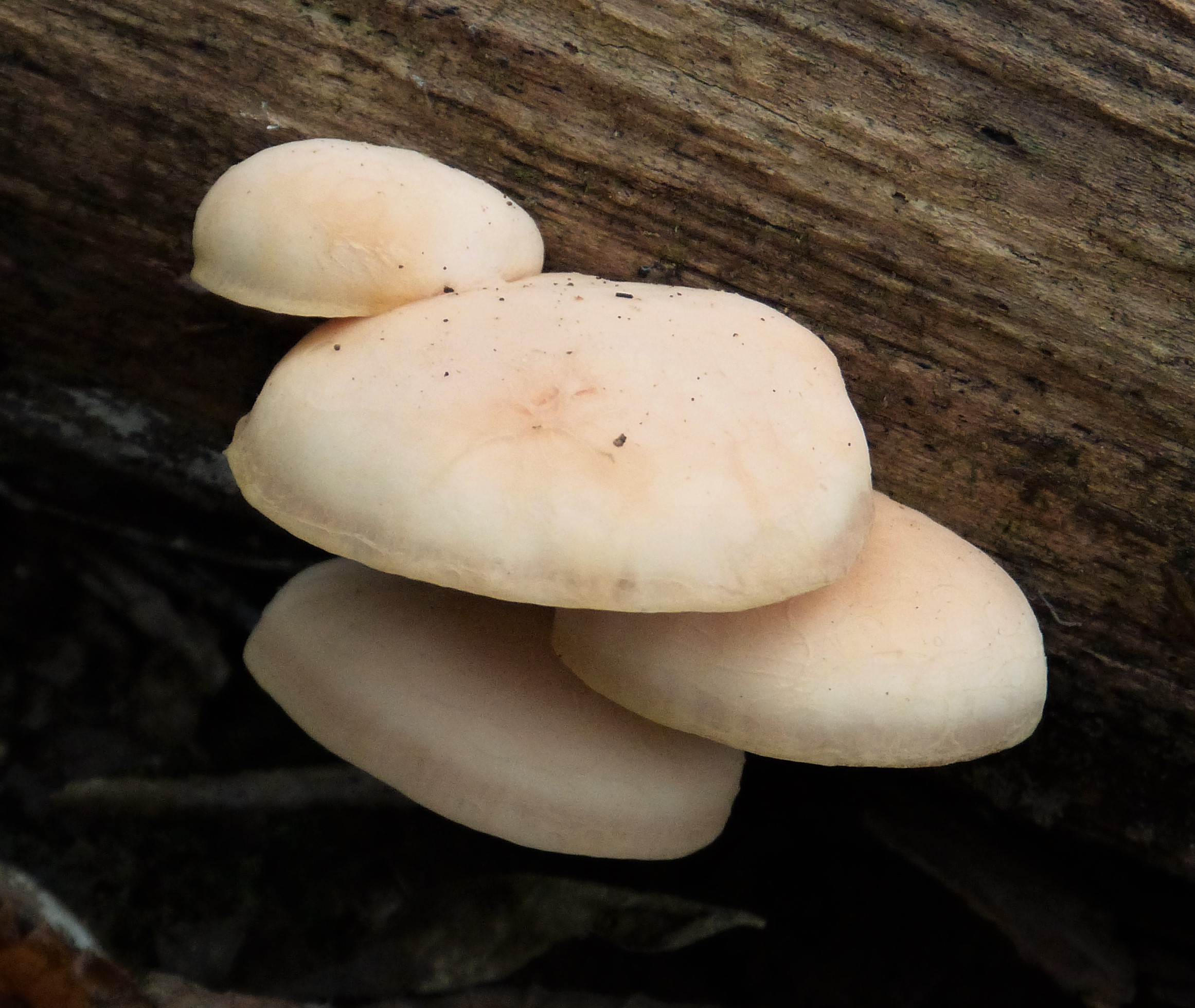
!Rhodotus palmatus!